# Święta Rodzina z ptaszkiem
Święta Rodzina z ptaszkiem (hiszp. Sagrada Familia del pajarito) – powstały w XVII w. obraz autorstwa hiszpańskiego malarza barokowego Bartolomé Estebana Murilla.
Dzieło jest częścią tzw. Kolekcji Królewskiej Muzeum Prado w Madrycie.

## Historia
Obraz był w 1746 częścią kolekcji Elżbiety Farnese. W latach 1810–1817 stanowił własność Muzeum Napoleońskiego w Paryżu. Do Prado trafił w 1819.

## Opis
Autor obrazu przedstawił Świętą Rodzinę w typowej dla życia domowego scenie: Dziecię Jezus, trzymane przez św. Józefa, bawi się z ptaszkiem i małym pieskiem. Wszystkiemu przygląda się siedząca z boku Maryja. Krytycy dostrzegają w obrazie wpływ nurtu naturalistycznego na sztukę religijną charakterystyczny dla barokowych dzieł hiszpańskich.